# Za vinu se pyká
Za vinu se pyká je název společného českého vydání tří ruských sovětských dobrodružných detektivních novel, kterou roku 1975 vydalo nakladatelství Albatros jako 85. svazek své sešitové edice Karavana. Svazek uspořádala Miroslava Genčiová, novely přeložila Olga Ptáčková-Macháčková a knihu ilustrovala Dagmar Sedláčková. Jejich společným rysem je vylíčení boje sovětských orgánů se zákeřnými, nebezpečnými a bezohlednými záškodníky a zločinci.

## Obsah knihy
Svazek obsahuje tyto novely:
- Julij Josifovič Fajbyšenko: Za vinu se pyká (1971, Кшися), detektivní příběh z období Velké vlastenecké války.
- Jurij Nikolajevič Avdějenko: Falešná bankovka (1971, Фальшивый денежный знак), příběh z doby krátce po skončení občanské války v Rusku.
- Vladimir Dmitrijevič Uspenskij: Cestou zrady, detektivní příběh z autorovy současnosti, ve kterém doznívají události z Velké vlastenecké války.